# Sátiro Dias
Sátiro Dias este un oraș în statul Bahia (BA) din Brazilia.